# Lantosque
 Lantosque  es una población y comuna francesa, en la región de Provenza-Alpes-Costa Azul, departamento de Alpes Marítimos, en el distrito de Niza. 
Es el chef-lieu del cantón de Lantosque, que engloba a la propia Lantosque y a Utelle.

## Demografía
| 1146 | 1057 | 884 | 772 | 972 | 1019 |
| Para los censos de 1962 a 1999 la población legal corresponde a la población sin duplicidades (Fuente: INSEE [Consultar]) |      |     |     |     |      |